# Hokej na ledu na Zimskih olimpijskih igrah 1992
Hokej na ledu je bil na Zimskih olimpijskih igrah 1992 sedemnajstič olimpijski šport. Hokejski olimpijski turnir je potekal med 8. in 22. februarjem 1992. Zlato medaljo je osvojila sovjetska reprezentanca (uradno Skupnost neodvisnih držav), srebrno kanadska, bronasto pa češkoslovaška, v konkurenci dvanajstih reprezentanc.  

## Dobitniki medalj
| Zlato | Srebro | Bron |
| Sovjetska zvezaSergej Bautin Igor Boldin Nikolaj Borščevski Vjačeslav Bucajev Vjačeslav Bikov Jevgenij Davidov Aleksej Žitnik Darius Kasparaitis Nikolaj Habibulin Jurij Hmiljov Andrej Homutov Andrej Kovalenko Aleksej Kovaljev Igor Kravčuk Vladimir Malahov Dimitrij Mironov Sergej Petrenko Vitalij Prohorov Mihail Štalenkov Andrej Trefilov Dimitrij Juškevič Aleksej Žamnov Sergej Zubov Aleksej Gusarov | KanadaDave Archibald Todd Brost Sean Burke Kevin Dahl Curt Giles Dave Hannan Gord Hynes Fabian Joseph Joé Juneau Trevor Kidd Patrick Lebeau Chris Lindberg Eric Lindros Kent Manderville Adrien Plavsic Dan Ratushny Sam Saint-Laurent Brad Schlegel Wally Schreiber Randy Smith Dave Tippett Brian Tutt Jason Woolley | ČeškoslovaškaPatrik Augusta Petr Bříza Jaromír Dragan Leo Gudas Milan Hnilička Miloslav Hořava Petr Hrbek Otakar Janecký Tomáš Jelínek Drahomír Kadlec Kamil Kašťák Robert Lang Igor Liba Ladislav Lubina František Procházka Petr Rosol Bedřich Ščerban Jiří Šlégr Richard Šmehlík Róbert Švehla Oldřich Svoboda Radek Ťoupal Peter Veselovský Richard Žemlička |

## Končni vrstni red
1. Sovjetska zveza (uradno Skupnost neodvisnih držav)
2. Kanada
3. Češkoslovaška
4. ZDA
5. Švedska
6. Nemčija
7. Finska
8. Francija
9. Norveška
10. Švica
11. Poljska
12. Italija